# بنبة زار أبدهغاه (كوهمرة خامي)
بنبة زار أبدهغاه (بالفارسية: پنبه‌زار ابدهگاه) هي قرية تقع في إيران في قسم كوهمرة خامي الريفي. يقدر عدد سكانها بـ 78 نسمة .